# Рясне (Горлівський район)
Рясне́ — село Горлівської міської громади Горлівського району Донецької області України. Населення становить 9 осіб.

## Географія
З північної, східної і південної сторони від населеного пункту протікає Канал Сіверський Донець — Донбас.
Відстань до райцентру становить близько 22 км і проходить автошляхом місцевого значення.
Сусідні населені пункти: на півночі, північному сході — Корсунь; північному заході — Пантелеймонівка, Василівка, Леб'яже; сході — Петрівське, Шевченко; південному заході — Ясинівка; півдні — Кринична, місто Донецьк; південному сході — Путепровід.

## Населення
За даними перепису 2001 року населення села становило 9 осіб, із них 66,67 % зазначили рідною мову українську, 33,33 % — російську.